# 加拿大駐香港及澳門總領事館

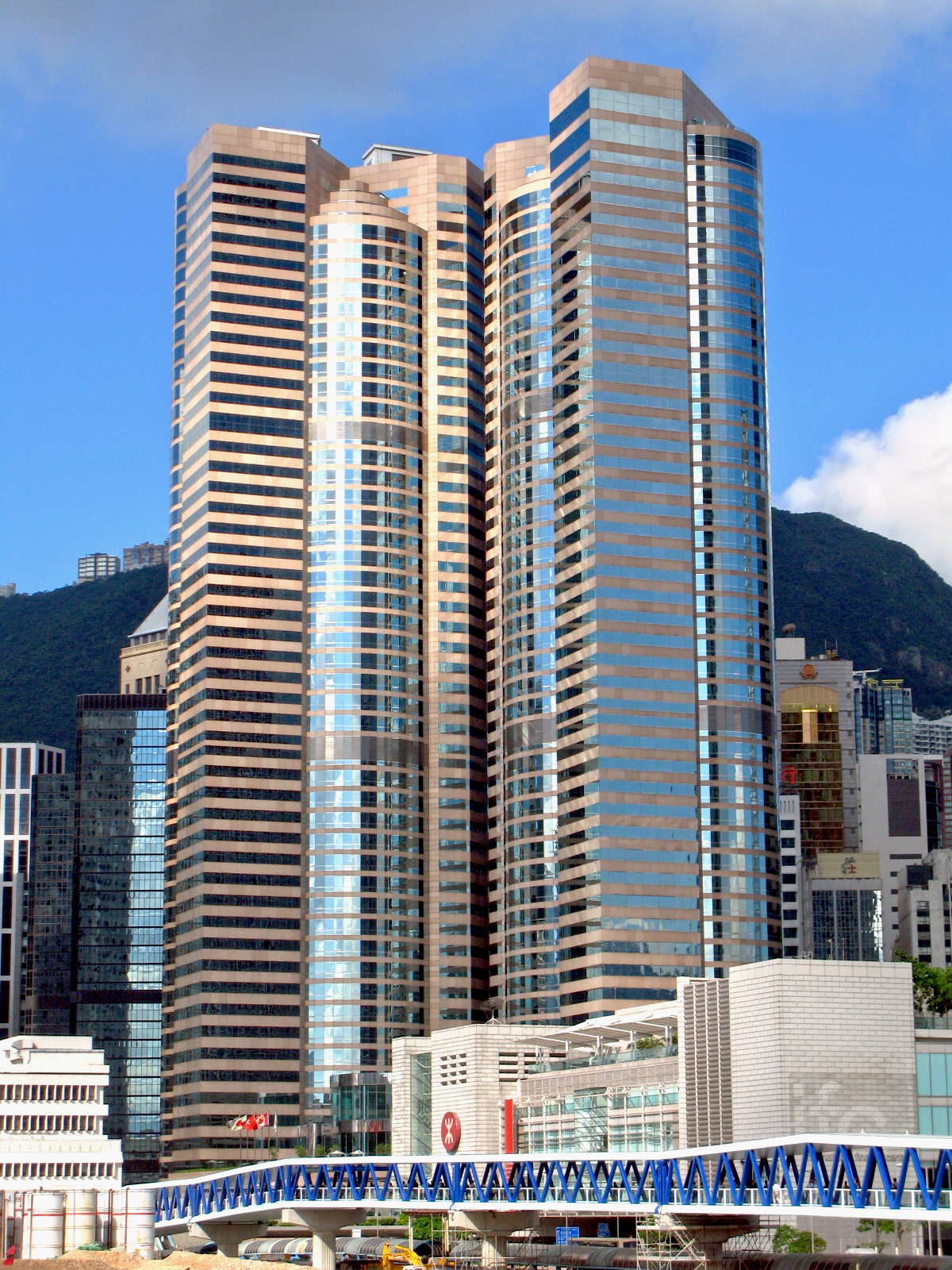
香港交易廣場包含幾個國家的總領事館，加拿大亦在內

加拿大駐香港及澳門總領事館（英語：Consulate General of Canada in Hong Kong and Macau），是在中華人民共和國香港特別行政區和澳門特別行政區代表加拿大的總領事館。1997年7月1日香港主權移交到中國之前，由於香港在英治時期屬英聯邦一員，加拿大駐香港的機構稱為加拿大專員公署。
基於香港和澳門特區的特殊歷史背景，加拿大駐香港及澳門總領事館跟美國駐港總領事館一樣，並非直屬加拿大駐華大使館，而直屬渥太華的加拿大全球事務部（英文：Global Affairs Canada），同時與在中國內地的其他加拿大使領館緊密合作。
加拿大駐香港的領事館沒有自己的單獨建築物，由於香港的辦公室空間細少又昂貴，所以於1985年遷入位於康樂廣場8號的交易廣場11至14樓，建立23位加拿大籍外交官和117位本地員工。2014年，領事館再次遷至兩個地點：
- 總領事辦事處、加拿大貿易專員服務、外交政策暨外交服務、魁北克省政府官方代表团办事处：康樂廣場8號交易廣場第三座5樓
- 領事署、移民署、加拿大邊境服務局：鰂魚涌華蘭路25號柏克大廈9樓
- 行政署：鰂魚涌華蘭路25號柏克大廈8樓

加拿大駐香港的代表機關最初期於1923年建立加拿大移民辦事處（Canadian Immigration Office），1929年由貿易專員保祿‧賽克斯（Paul Sykes）建立加拿大貿易專員公署（Canadian Trade Commission)，1941年因二戰爆發關閉，1946年重開。 
現任的總領事是芮強（Charles Edwin Reeves）。

## 館長列表
| 姓名                   | 英語名 | 上任   | 離任       |
| ---------------------- | ------ | ------ | ---------- |
| 歷代總領事（1997年後） |        |        |            |
| 芮強                   |        | 2024年 | 現任       |
| 白靜芳                 |        | 2021年 | 2024年     |
| 南傑瑞                 |        | 2016年 | 2021年     |
| 柏伊恩                 |        | 2011年 | 2016年     |
| 戴靄琳                 |        | 2008年 | 2011年     |
| 謝鑒波                 |        | 2004年 | 2008年     |
| 貝道明                 |        | 2001年 | 2004年     |
| 羅時樂                 |        | 1997年 | 2001年     |
| 歷代專員（1997年前）   |        |        |            |
| 林嘉嶽                 |        | 1994年 | 1997年:p93 |
| 赫根巴登               |        | 1989年 | 1994年     |
| 杜安明                 |        | 1986年 | 1989年     |
| 高秉堂                 |        | 1983年 | 1986年     |
| 祈百德                 |        | 1982年 | 1983年     |
| 華登                   |        | 1978年 | 1981年     |
| 祈樂敬                 | [ 13 ] | 1975年 | 1977年:p94 |
|                        |        | 1972年 | 1974年     |
| 蓋羅                   |        | 1966年 | 1971年     |
| 譚臣                   |        | 1963年 | 1965年     |
|                        |        |        | 1962年     |

## 外部連結
- 加拿大駐香港及澳門總領事館（页面存档备份，存于）
- 加拿大駐香港及澳門總領事館的臉書官方頁（页面存档备份，存于）